# سينهورا دو بورتو
سينهورا دو بورتو بلدية في ولاية ميناس جيرايس في المنطقة الجنوبية الشرقية من البرازيل.